# 天白奏音
天白 奏音（てんぱく かなね、2008年12月18日 - ）は、日本の子役。特技はドラム、囲碁、関西弁、韓国語。

## 出演

### 映画
- 「はっぴーうぇでぃんぐ」（2017年）、48時間映画祭
- 「かたちなき唄」短編映画（2017年）、多持大輔監督
- 「こえのこえ」短編映画（2018年）、田中一光監督
- 「次は何に生まれましょうか」（2018年）、野本梢監督 - 望結 役
- 「Moving」短編映画（2019年）、岡元雄作監督
- 「罪の色」（2019年）、吉田拓央監督
- 「ある母」短編映画（2019年）、板橋知也監督 - ある少女 役
- 「ファンファーレが鳴り響く」（2019年）、森田和樹監督 - 七尾光莉（幼少期）役
- 「（instrumental）」中編映画（2020年）、宮坂一輝監督
- 「アリスの住人」（2021年）、澤佳一郎監督 - 国枝莉子 役
- 「劇場版 おいしい給食 卒業」（2022年）、綾部真弥監督 - 保坂純子 役

### ドラマ
- 「夫のちんぽが入らない」（2019年）、タナダユキ監督、FOD・NETFLIX - 学級委員長 役
- 「おいしい給食 season2」（2021年）綾部真弥監督、田口桂監督 - 全話：保坂純子 役

### CM
- Samsonite（2018年）
- 「恵みの麹青汁」インフォマーシャル（2019年）
- ミネラルマルシェ（2020年）

### MV
- SACCHICO「シャワールーム」（2019年）
- 森七菜「あなたに会えてよかった」岩井俊二監督（2020年）
- 梅田サイファー「いつかまた」（2021年）